# Balih
Balih – według „Sumeryjskiej listy królów” czternasty władca należący do tzw. I dynastii z Kisz. Dotyczący go fragment brzmi następująco:
„Balih (z Kisz), syn Etany, panował przez 400 lat”.